# Руссов, Александр Петрович
Александр Петрович Руссов (1847 — 22 июля 1908, Одесса, Херсонская губерния, Российская империя) — российский предприниматель, купец 1-й гильдии, миллионер, меценат и коллекционер, потомственный почётный гражданин Одессы.
Известен своей большой коллекцией произведений изобразительного искусства, которая состояла в основном из работ русских художников, а также работ художников южнорусской школы. Открыл в центре Одессы частную галерею, где хранилась его коллекция.

## Биография
Семья Руссовых долгие годы занималась предпринимательской деятельностью. Основу состояния семьи составляло овцеводство, торговля вином и земледелие в Бессарабской, Пермской и Самарской губерниях. Отец Александра Петровича — Пётр Степанович Руссов, был городским головой Аккермана, общественным деятелем и благотворителем. В Одессе Руссовы владели большим количеством недвижимости.

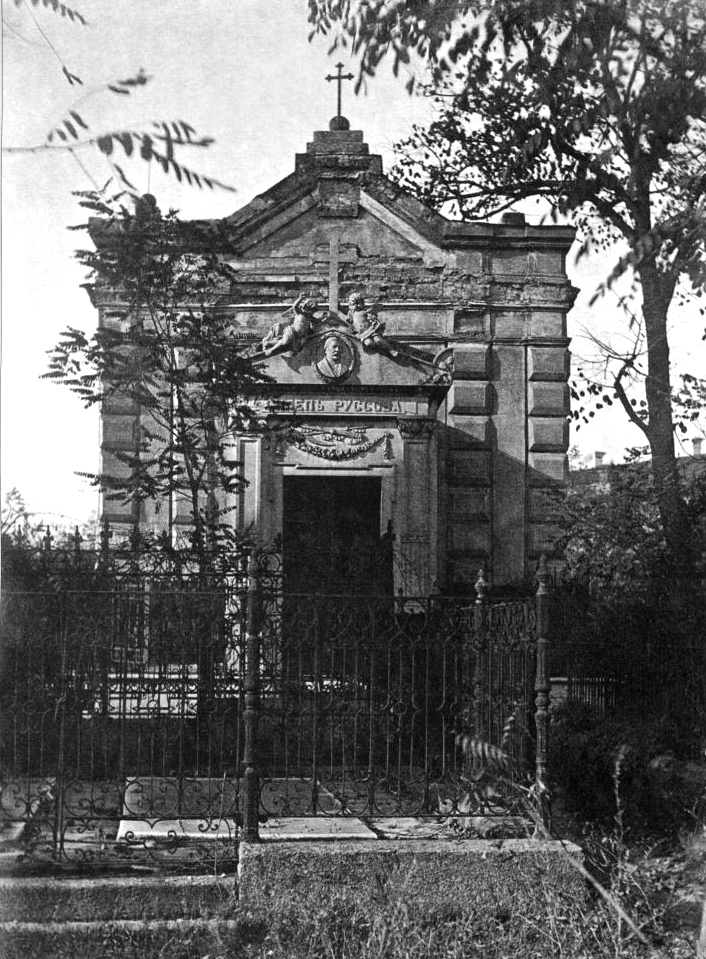
Склеп Руссова на Первом Христианском кладбище

Был крупным домовладельцем, в 1897 году на Садовой улице началось строительство большого четырёхэтажного дома для самых состоятельных слоёв населения. В следующем году Руссов приобрел у Сабанского и Рафаловича участок между Торговой Софиевской и Приморской улицами общей площадью 2300 кв. метров, где построил семь домов, усадьбу и картинную галерею. Пять домов на углу Торговой и Софиевской улицах были построены до сентября 1902 года, они являются конструктивно схожими, но имеют разное убранство. На склоне между началом Торговой и Приморской улиц был заложен сад. Существовало и много других домов В. П. Руссова в том числе дача на Малом Фонтане, последние постройки были возведены перед самой смертью Руссова в 1908 году. В 1907 году работал чиновником в чине коллежского советника.
Руссов поддерживал начинающих художников, создал фонд для нуждающихся художников, оказывал денежную помощь благотворительным заведениям, способствовал развитию яхтенного искусства, учреждал именные стипендии для курсантов Училища торгового судоходства.
22 июля 1908 года В. П. Руссов умер, после чего был похоронен в семейном склепе на Первом городском кладбище. Наследство оценено в 10 000 000 рублей, в том числе сборник картин в 1 000 000 рублей. Дом на Садовой был продан ими сразу после смерти О. П. Руссова, другие дома оставались в собственности наследников до самого Октябрьского переворота. В 1912 году собственность была распределена между наследниками

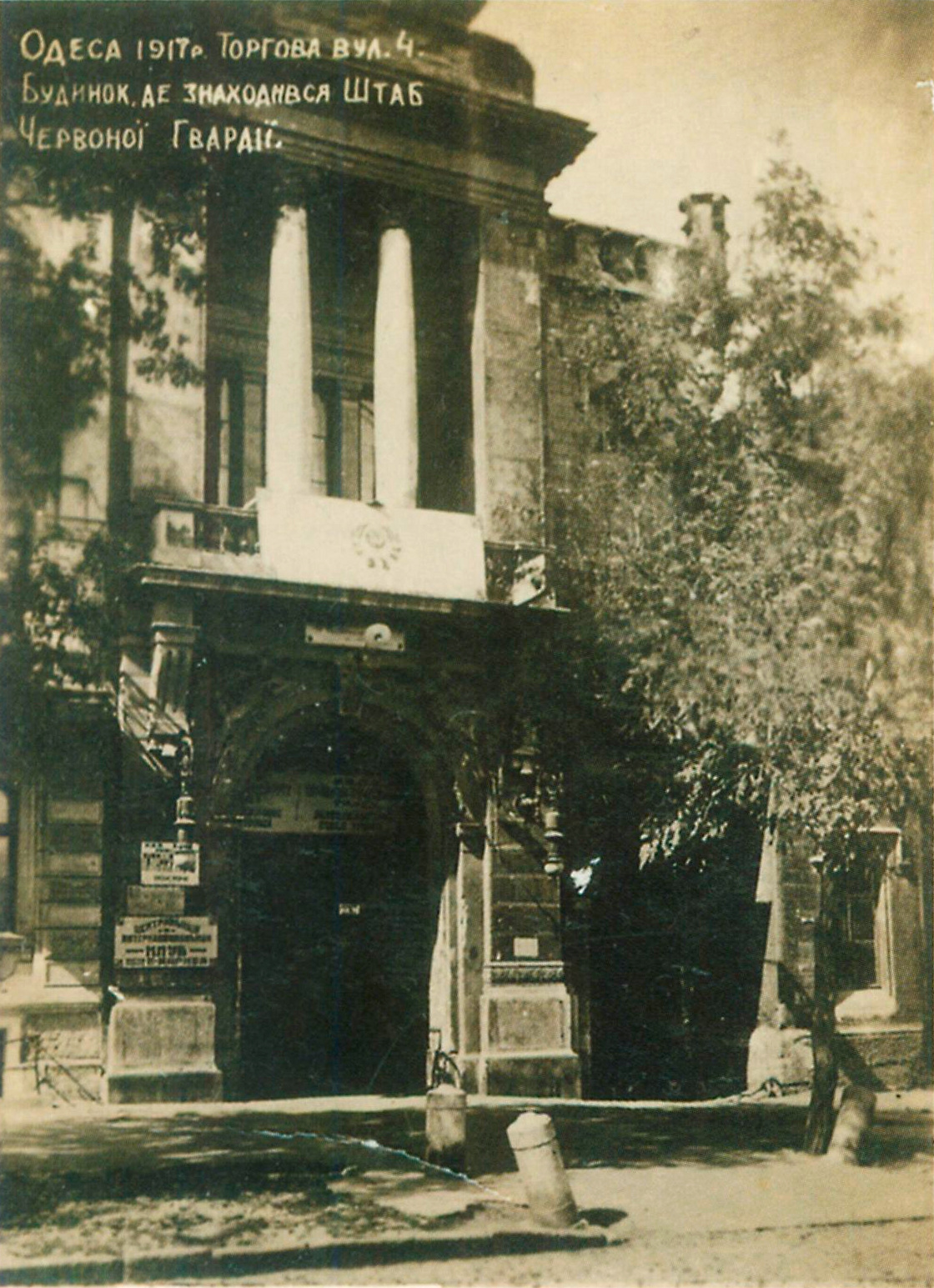
Въездной портал картинной галереи

## Коллекция
Будучи широко образованным человеком и любителем живописи, Александр Петрович Руссов уже к концу XIX века собрал значительную коллекцию. В её состав входили полотна таких русских художников, как: И. Павила, Н. Е. Сверчкова, П. М. Шамшина, М. Д. Дмитриева-Оренбургзского, И. Аскназия, Я. Бровара, А. Егонова, П. Ковалевского, С. Криволуцкого, А. Попова, В. Симова, И. Тихомирова, К. Шершевского, О. Е. Браза, М. П. Латри, Ивана Айвазовского, Александра Бенуа, Карла Брюллова, Аполлинария и Виктора Васнецовых, Василия Верещагина, Николая Ге, Василия Кандинского, Юлия Клевера, Костантина Коровина, Исаака Левитана, Владимира и Константина Маковских, Леонида Пастернака, Ильи Репина, Петра Соколова, Ивана Шишкина, а также лучших представителей так называемой южнорусской школы — Герасима Головкова, Тита Дворникова, Кириака Костанди, Николая Кузнецова, Петра Нилуса, Руфина Судковского. В коллекции Руссова были также картины иностранных художников, прежде всего, французских, саксонских и севрской фарфоровой мануфактуры и другой антиквариат.
Для строительства картинной галереи было отведено 700 кв. метров на Торговой улице, 4 на участке за особняком Каспара де-Азарта. Сооружение стоило около 400 тыс. рублей, и было закончено в конце 1903 года, после чего в части помещений разместили картины, однако некоторые отделочные работы осуществлялись до 1905 года. 25 апреля 1905 года состоялось торжественное открытие картинной галереи. Въезд в галерее разместился между участком де-Азарта № 2 и участком В. П. Руссова № 6 и представлял собой торжественное двухэтажное здание-вставку.
В галерее экспонировалось около 850 полотен, на сбор которых В. П. Руссов потратил более 750 000 рублей. Коллекция А. П. Руссова была доступна для посещения в выходные дни, вход был платный. Галерея была одноэтажной, состояла из выставочного зала, который освещался фонарем и помещений картинной галереи В. П. Руссова, музея редкостей и прикладного искусства. В музее представлены: коллекция русских исторических медалей, миниатюр, табакерок, изделий из слоновой кости, часов, фарфора, серебра, оружия и прочее. Музей открывался только в особые дни. Помещения первого этажа были отделаны в стиле Людовика XIII. В выставочном зале экспонировались картины молодых художников. Под ним в подвале размещался зал с аквариумами и фонтаном. Также в подвале размещались туалеты, комната для курения и другие вспомогательные помещения.
Уже после смерти Александра Петровича, в 1912 году был осуществлён добровольный раздел имущества между четырьмя сыновьями, женой и дочерью Руссова. Считается, что здание галереи до 1917 года принадлежало одному из его сыновей, но в справочниках 1910-х годов отмечалось, что оно принадлежало его сыновьям: Александру, Владимиру, Николаю и Петру. В последний раз наибольшее количество коллекции Александра Руссова экспонировалось в 1919 году. В 1920-м её пытались вывезти за границу на пароходе «Константин». Однако, это не получилось осуществить, а некоторые работы в процессе исчезли, как например, 20 картин Исаака Левитана. Наконец галерея распалась на отдельные фрагменты: некоторые картины попали в музеи, а другие — в частные коллекции или исчезли.
В ноябре 1917 года в здании был открыт клуб Красной гвардии, который работал совместно с галереей. В середине 1919 года галерея была преобразована в Государственный музей художественной культуры, его коллекция была пополнена новыми картинами и насчитывала около 2000 единиц хранения. В 1920 году белогвардейцы вывезли часть картин на пароходе «Константин», картины пропали. Некоторые картины оказались в других музеях. В 1930-х годах в здании галереи разместился военный штаб, картины на то время в доме не хранились. Во время авианалёта здание галереи и особняк были разрушены, близлежащие строения повреждены.
С 27 июня по 27 августа 2013 года в Одесском художественном музее состоялась выставка «Реконструкция картинной галереи В. П. Руссова» во время которой экспонировались все 119 картин из галереи Руссова, хранящихся в музее.

## Семья
Семья Русовых долгие годы занималась предпринимательской деятельностью. Основу состояния семьи составляло овцеводство, торговля вином и земледелие в Бессарабской, Пермской и Самарской губерниях. Отец Александра Петровича, Петр Степанович Руссов, был городским головой Аккермана, общественным деятелем и благотворителем.
Руссовы сыграли заметную роль в развитии парусного спорта в Одессе, установление именных стипендий для воспитанников Училища торгового мореплавания, создания парусных кружков, которые предоставляли возможность практически для любого из горожан возможность овладеть управлением парусами, освоить навыки гребли, спасения на воде, научиться плавать, с помощью специальной библиотеки ознакомиться с теорией мореплавания, участвовать в различных морских праздниках, заниматься почтово-голубиным спортом и тому подобное.

## Недвижимость в Одессе
Все дома В. П. Руссова, которые сохранились, занесены в реестр памятников местного значения города Одессы.

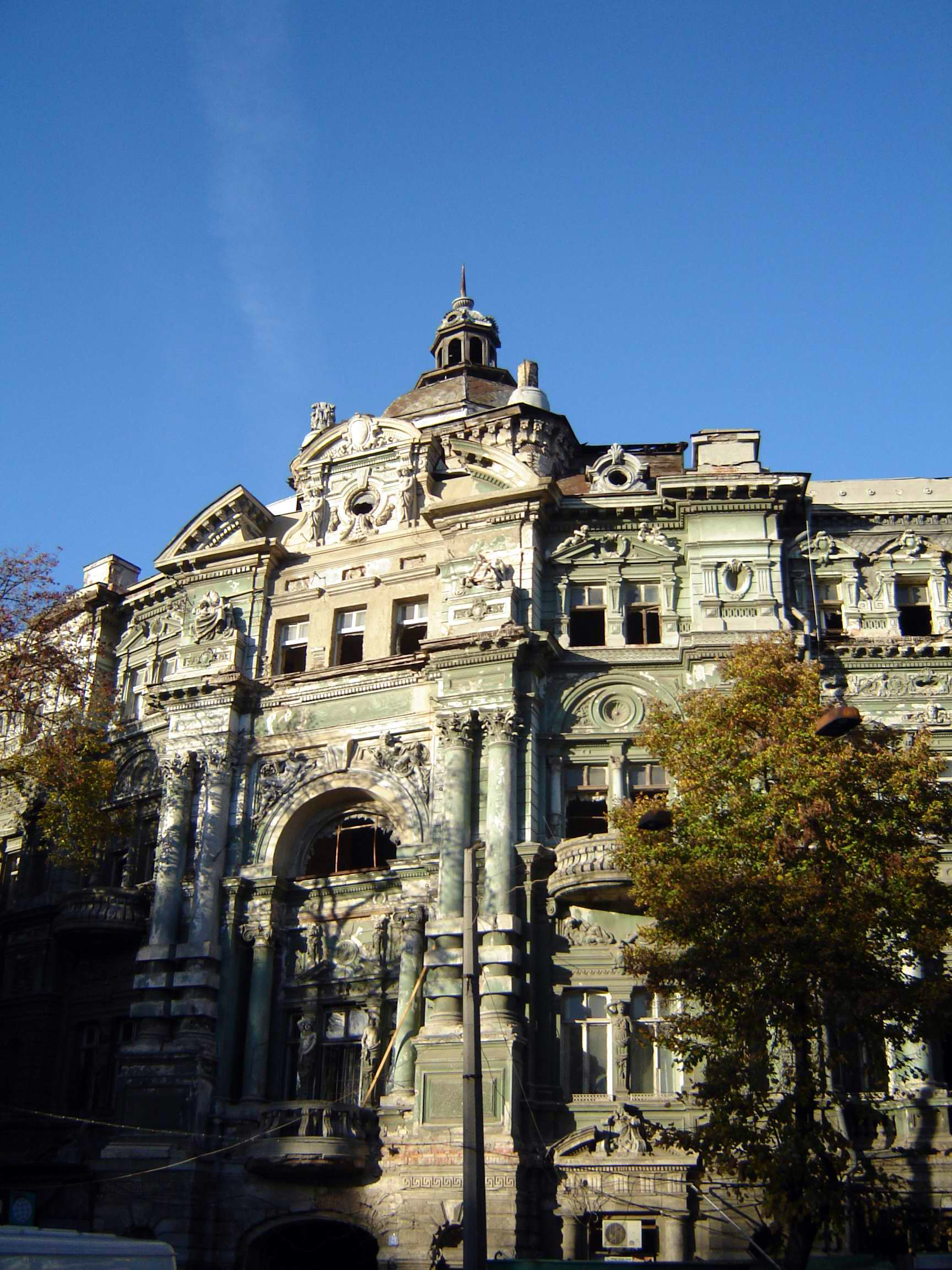
Садовая ул., 21

- Садовая ул., 21. Сооружен по проекту архитекторов В. И. Шмидта и Л. М. Чернигова на протяжении 1897—1898 годов. Четырёхэтажный, с магазинами на первом этаже. После сооружения дома одно из торговых помещений арендовала аптека А. Гаевского и А. Поповского. В 1908 году после смерти дом был приобретен Антоном Эразмовичем Гаевским. В 1912 году по проекту инженера В. К. Медокса была осуществлена реконструкция дома. Памятник архитектуры местного значения № 33-Од.
- Софиевская ул., 9. Построенный в 1898—1901 гг. по проекту архитектора Л. М. Чернигова и при участии инж. В. И. Пионтковского. Четырёхэтажный дом с двумя дворами. Памятник архитектуры местного значения № 790-Од.
- Софиевская ул., 11. Построенный в 1898—1901 гг. по проекту архитектора Л. М. Чернигова и при участии инж. В. И. Пионтковского. Дом четырёхэтажный, фасад схож с фасадом дома на Базарной ул., 59. Памятник архитектуры местного значения № 792-Од.
- Софиевская ул., 13. Построенный между 1898 и 1902 годом по проекту архитектора Л. М. Чернигова. Четырёхэтажный дом. В правом подъезде со стороны Торговой улицы сохранились живописные плафоны тамбура. В 1913 году по проекту Я. С. Гольденберга на первом этаже были устроены магазины. Пострадал от авианалёта в 1940-х годах. Восстановлен по проекту архитектора Й. А. Гродского в 1946—1948 гг. Памятник архитектуры местного значения № 793-Од.
- Софиевская ул., 16. Построенный в 1900-х годах в стиле модерн по проекту архитектора Л. М. Чернигова. Трехэтажный дом. Конструктивно похож на дома на Коблевской ул, 38 а, б. Памятник архитектуры местного значения № 795-Од.
- Торговая ул., 4 Особняк и картинная галерея В. П. Руссова, сооруженные по проекту архитектора Л. М. Чернигова в 1901—1905 гг. Картинная галерея была одноэтажной, с подвалом. Здание было разрушено в 1940-х годах во время авианалёта. Здания были расположены за участком № 2.
- Торговая ул., 6 Построенный между 1898 и 1902 годом по проекту архитектора Л. М. Чернигова. Памятник архитектуры местного значения № 848-Од.
- Торговая ул., 8 Сооруженный на рубеже ХІХ — XX вв. Кардинально отличается от других домов В. П. Руссова. Четырёхэтажный дом полностью выполнен из кирпича. Пострадал от авианалёта в 1940-х годах, левое крыло разрушено. Памятник архитектуры местного значения № 850-Од.
- Торговая ул., 10 Построенный между 1898 и 1902 годом по проекту архитектора Л. М. Чернигова. Четырёхэтажный дом. Пострадал от авианалёта в 1940-х годах, правое крыло разрушено. Восстановлен во ІІ-й пол. ХХ ст. Памятник архитектуры местного значения № 851-Од.
- Приморская ул., 35. Трехэтажный дом.
- Базарная ул., 49. Построенный на рубеже ХІХ — XX веков по проекту архитектора Л. М. Чернигова. Дом четырёхэтажный, фасад схож с фасадом дома на Софиевской ул., 11. Памятник архитектуры местного значения № 89-Од.
- Ланжероновская ул., 19. В 1875 году принадлежал Акрудинскому, тогда же реконструирован архитектором Л. Л. Влодеком в отель «Швейцарский». В конце XIX века принадлежал Черепинникову. Между 1906 и 1907 годами был приобретен В. П. Руссовым и через некоторое время реконструирован по проекту архитектора Л. М. Чернигова в доходный дом. Дом трехэтажный. Балконы, входные двери и отделки интерьеров выполнены в стиле модерн. Памятник архитектуры местного значения № 413-Од.
- Коблевская ул., 38а. Построенный в 1900-х годах в стиле модерн по проекту архитектора Л. М. Чернигова. Четырёхэтажный дом. Конструктивно похож на дома на Коблевской ул, 38б и Софийской ул., 16. Памятник архитектуры местного значения № 373/1-Од.
- Коблевская ул., 38б. Построенный в 1900-х годах в стиле модерн по проекту архитектора Л. М. Чернигова. Четырёхэтажный дом. Конструктивно похож на дома на Коблевской ул, 38а и Софийской ул., 16. Памятник архитектуры местного значения № 373/2-Од.
- переулок Каркашадзе Участок на Малом Фонтане возле Французского бульвара.

## Галерея

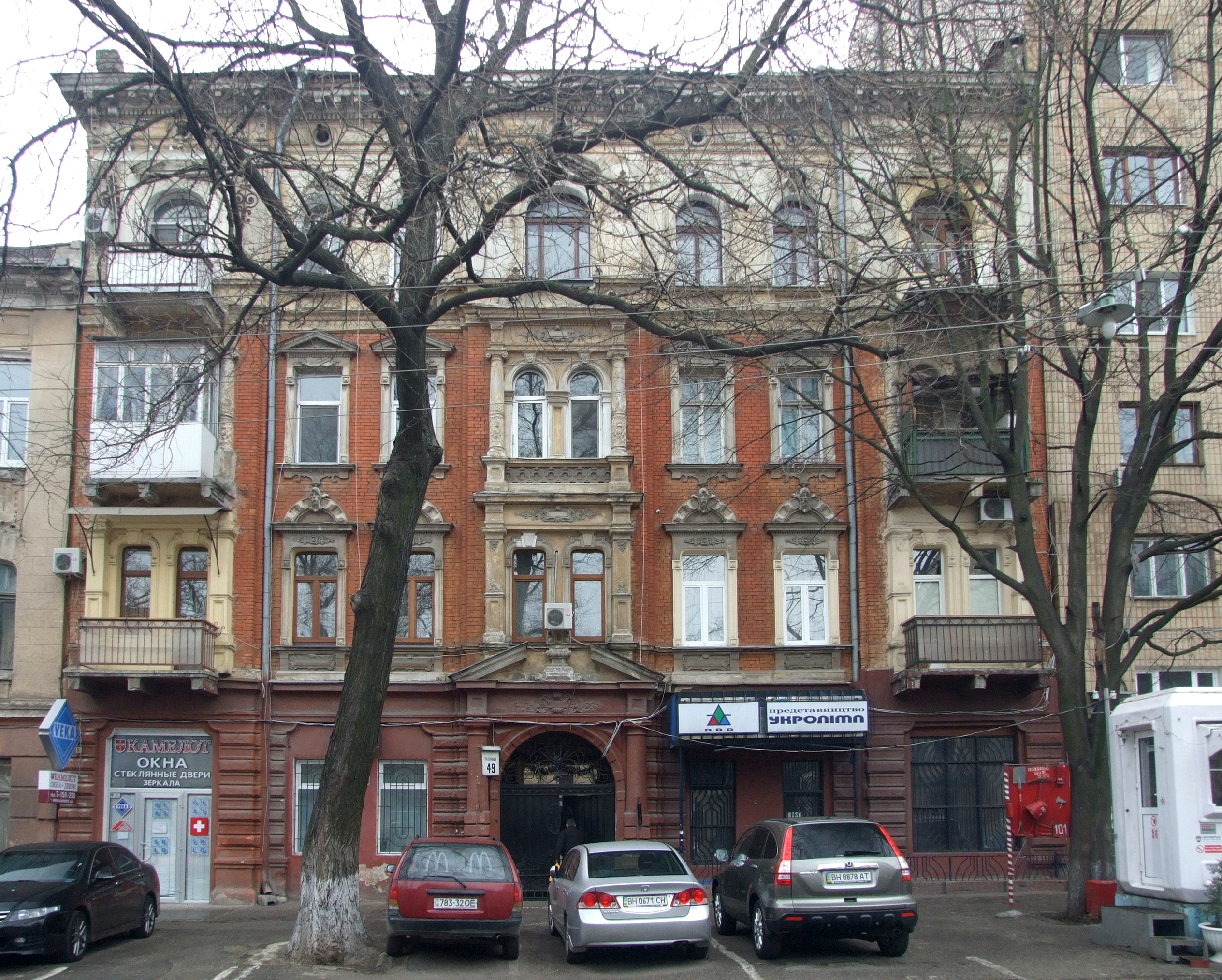
Базарна вул., 49
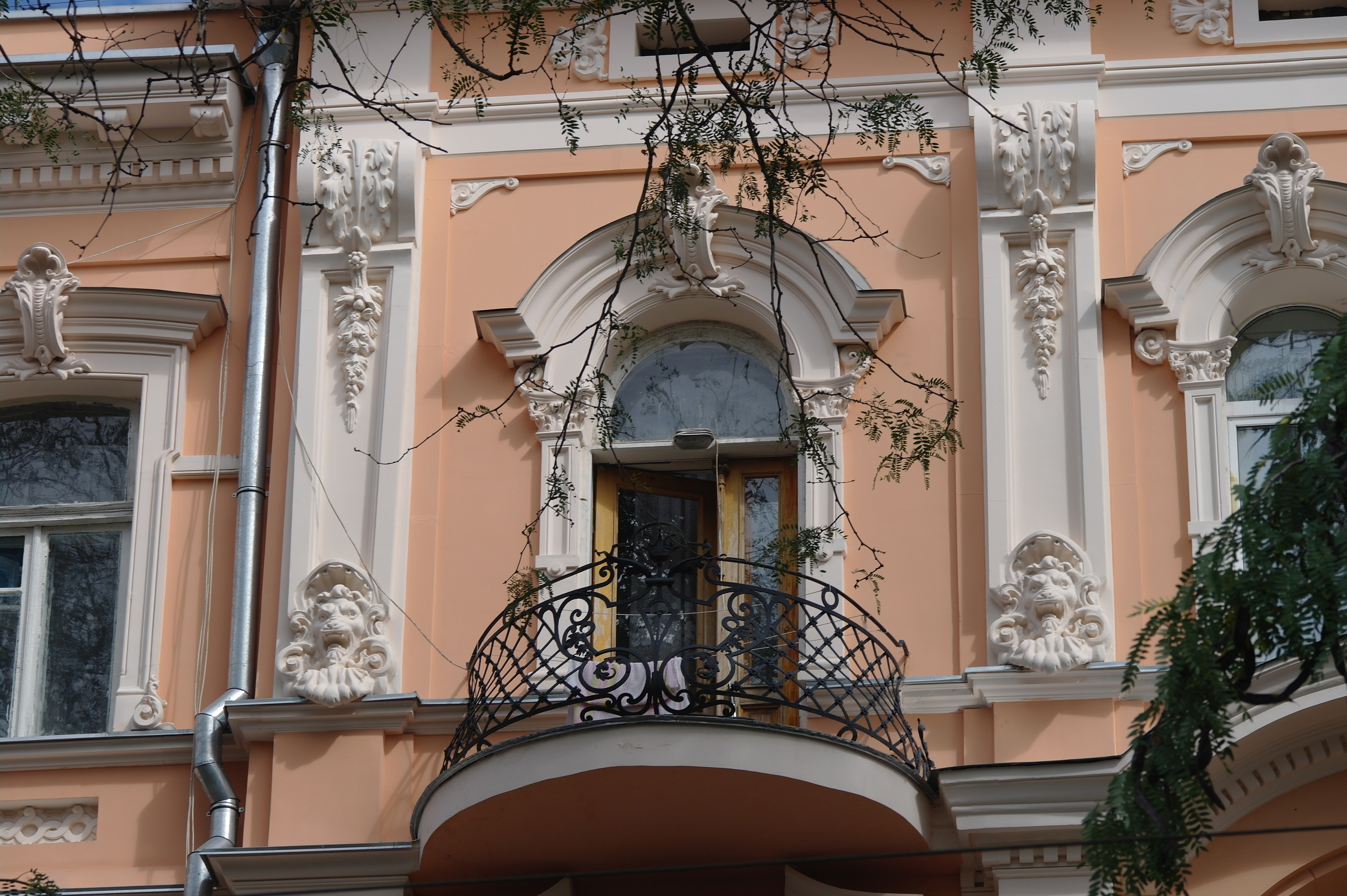
Декор дома на Софиевской ул., 9
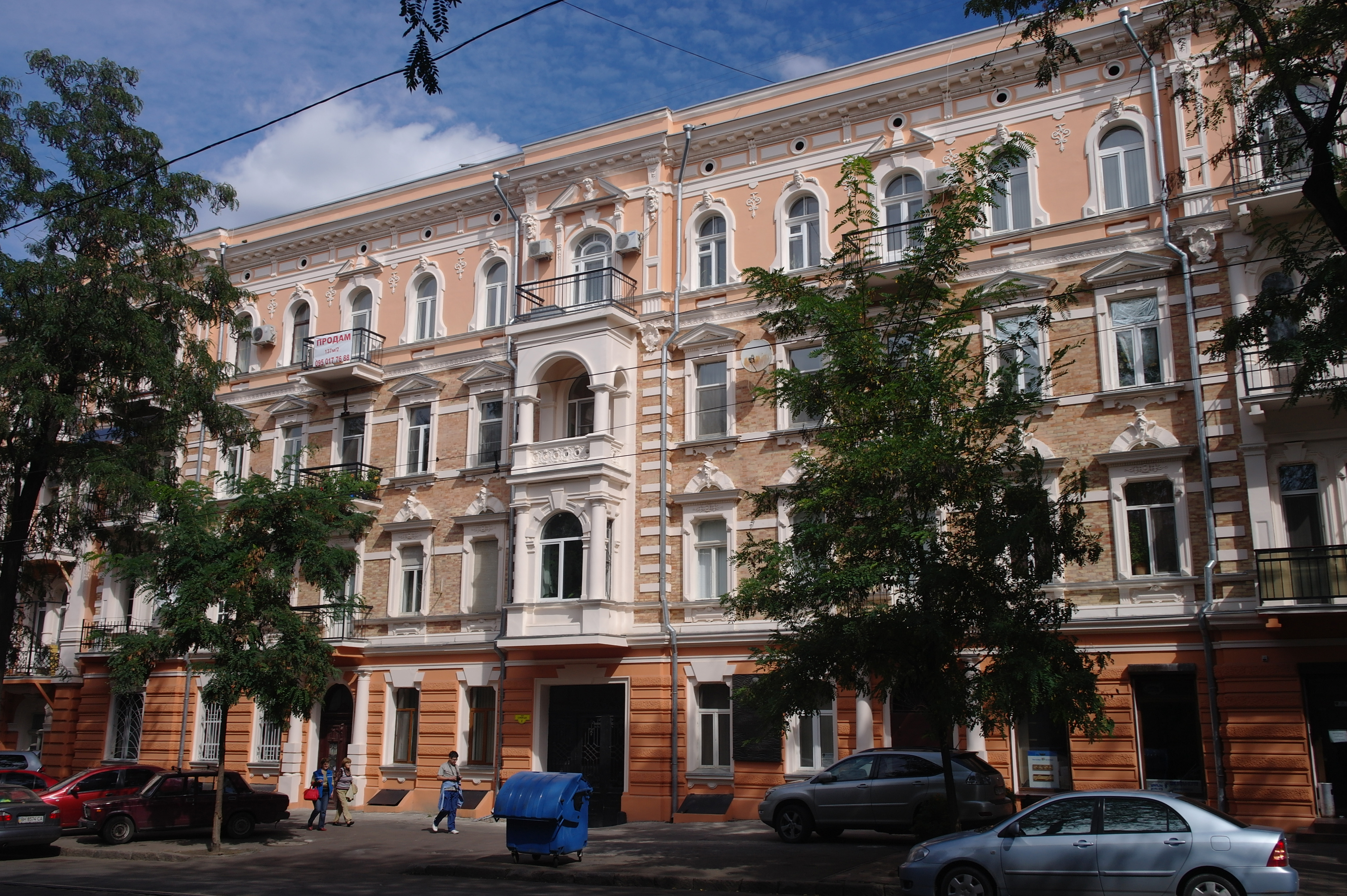
Софиевская ул., 11
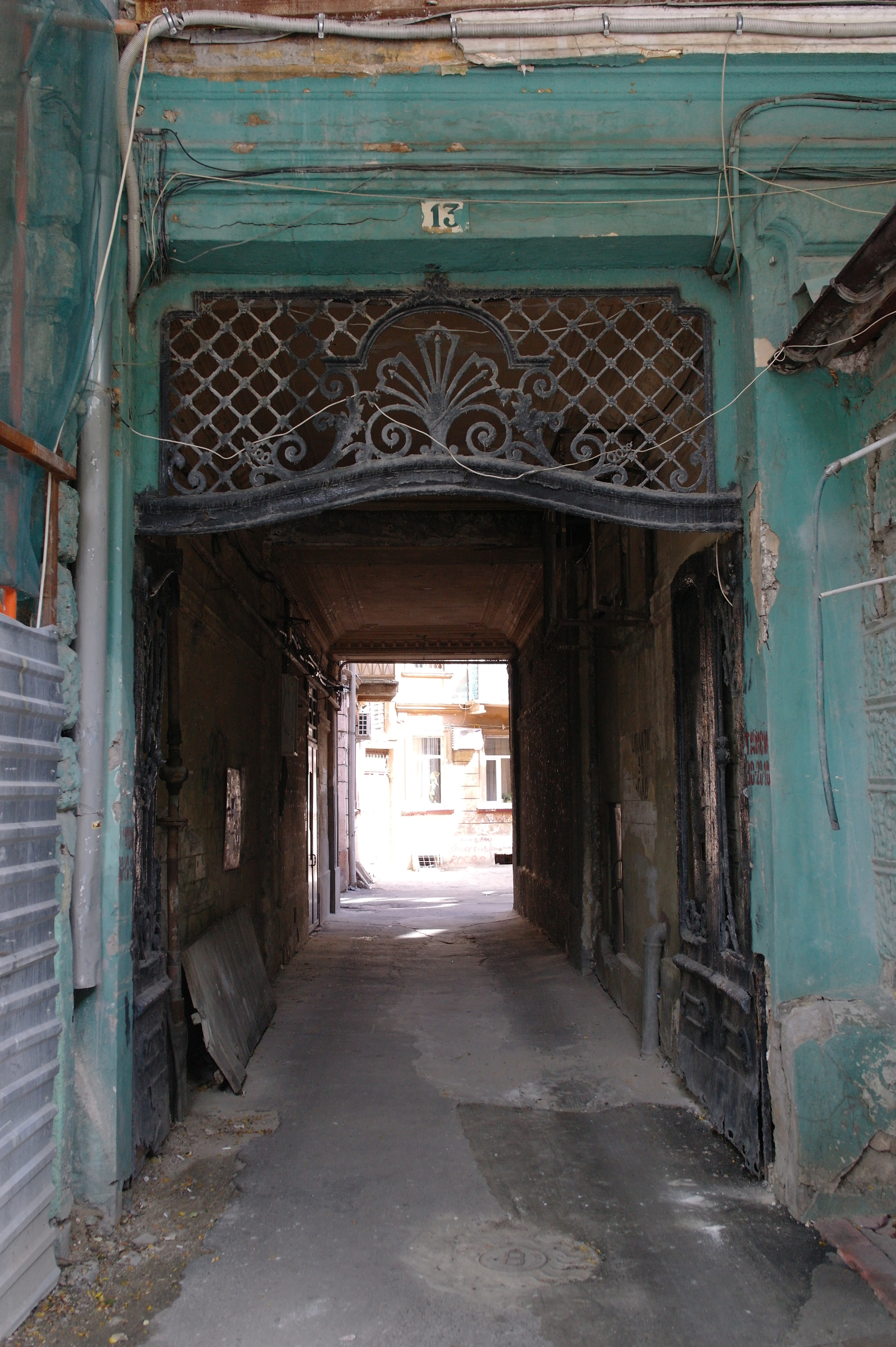
Арка проезда на Софиевской ул., 13
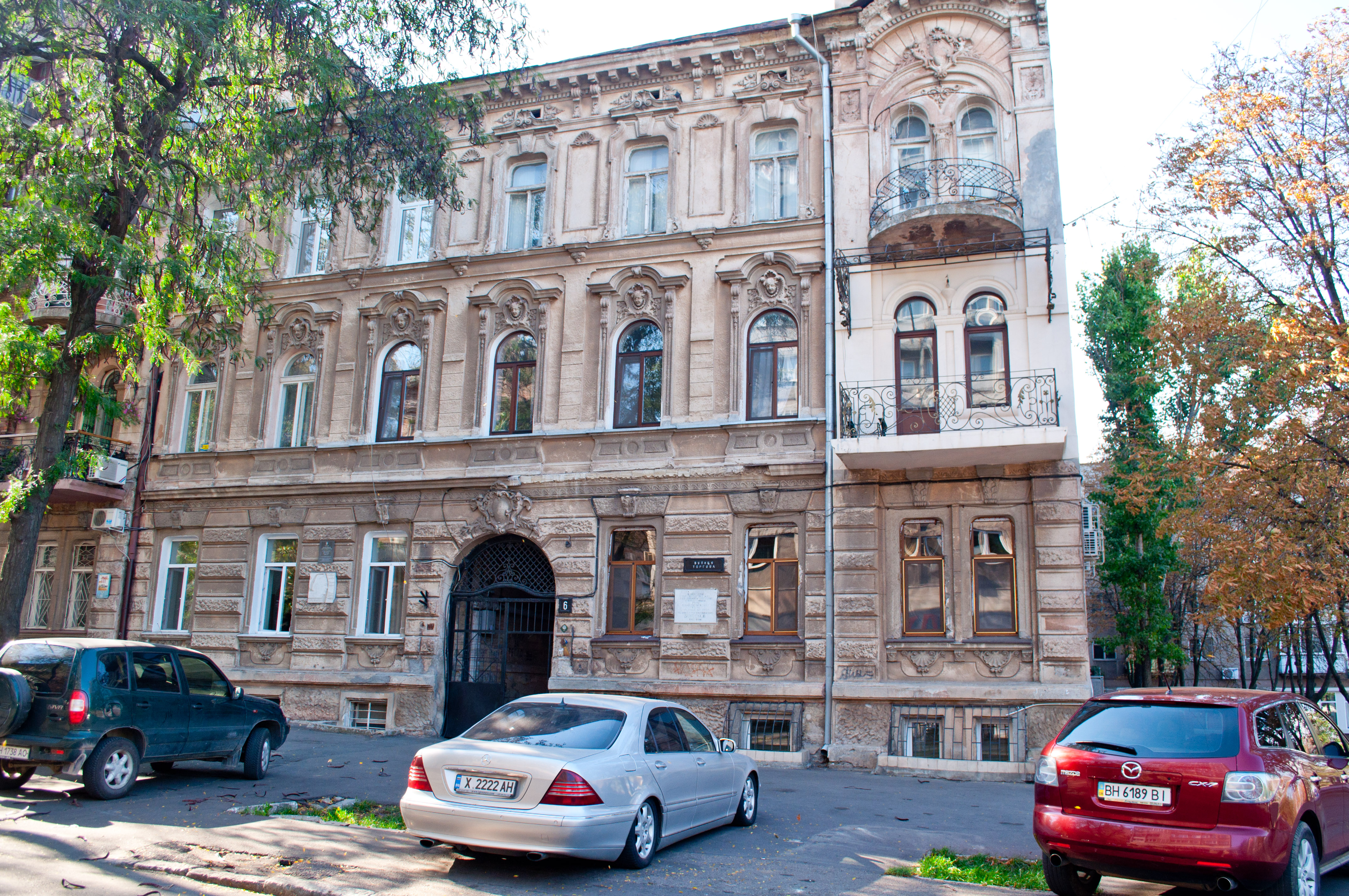
Торговая ул., 6
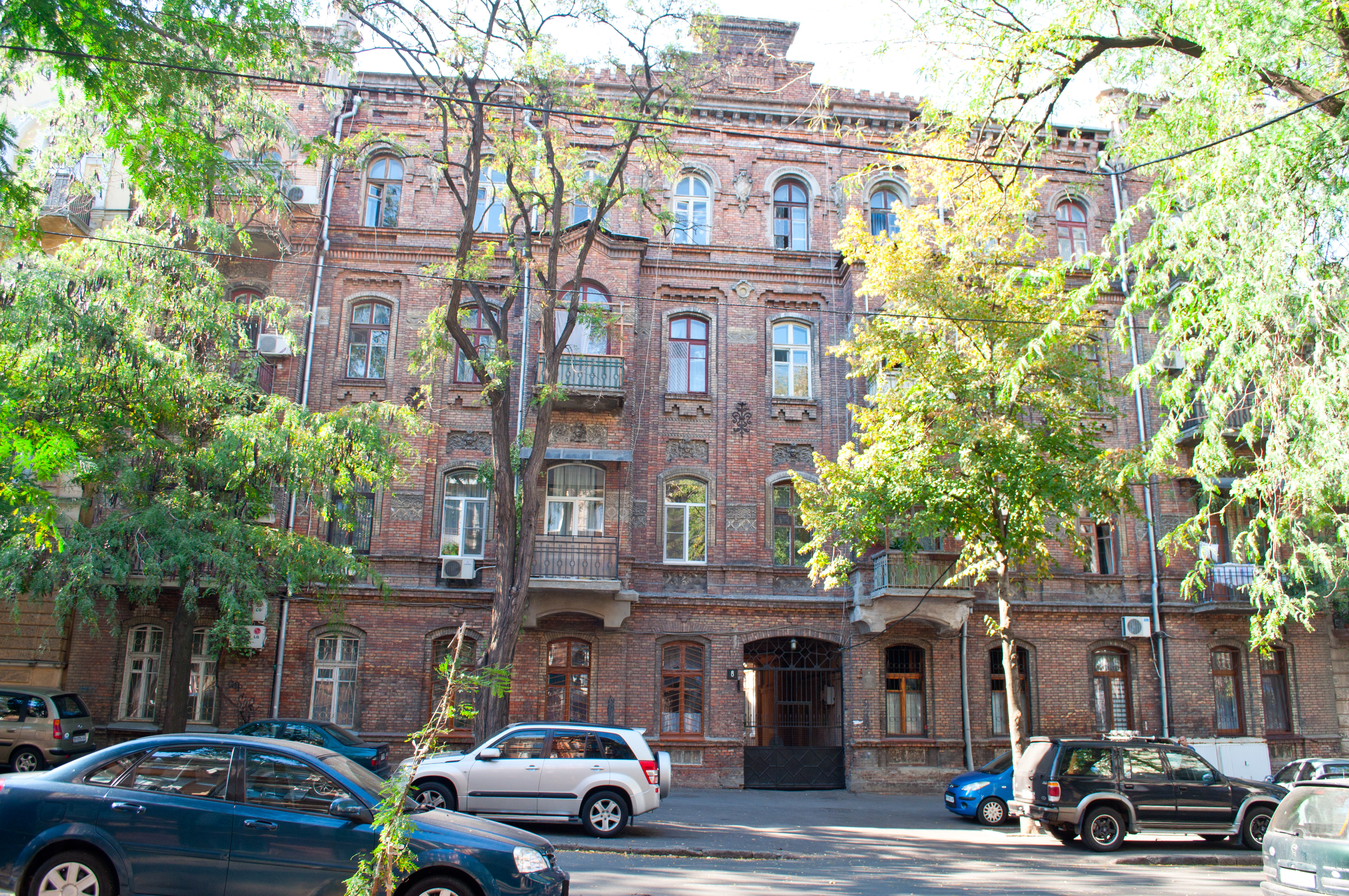
Торговая ул., 8
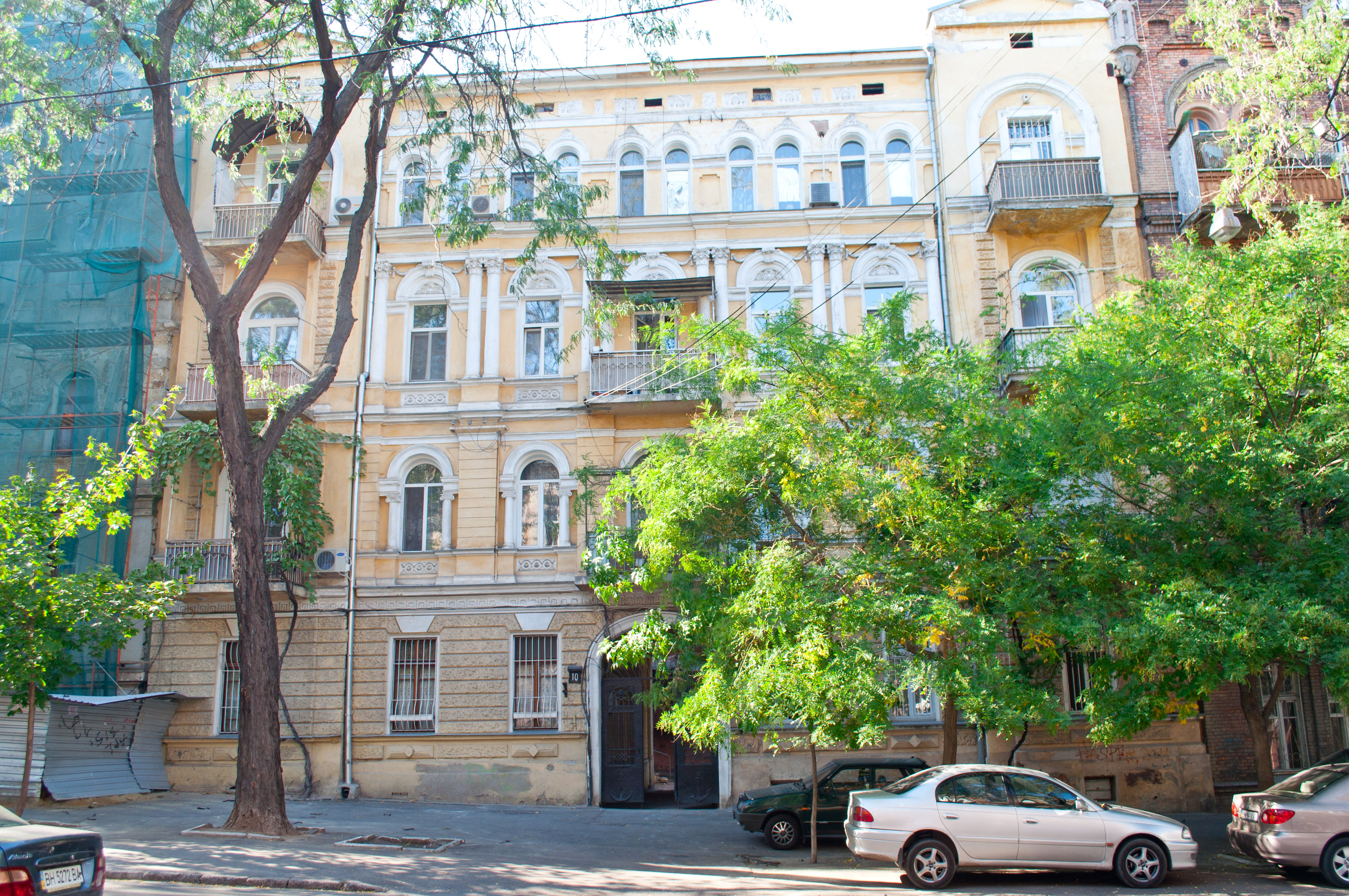
Торговая ул., 10
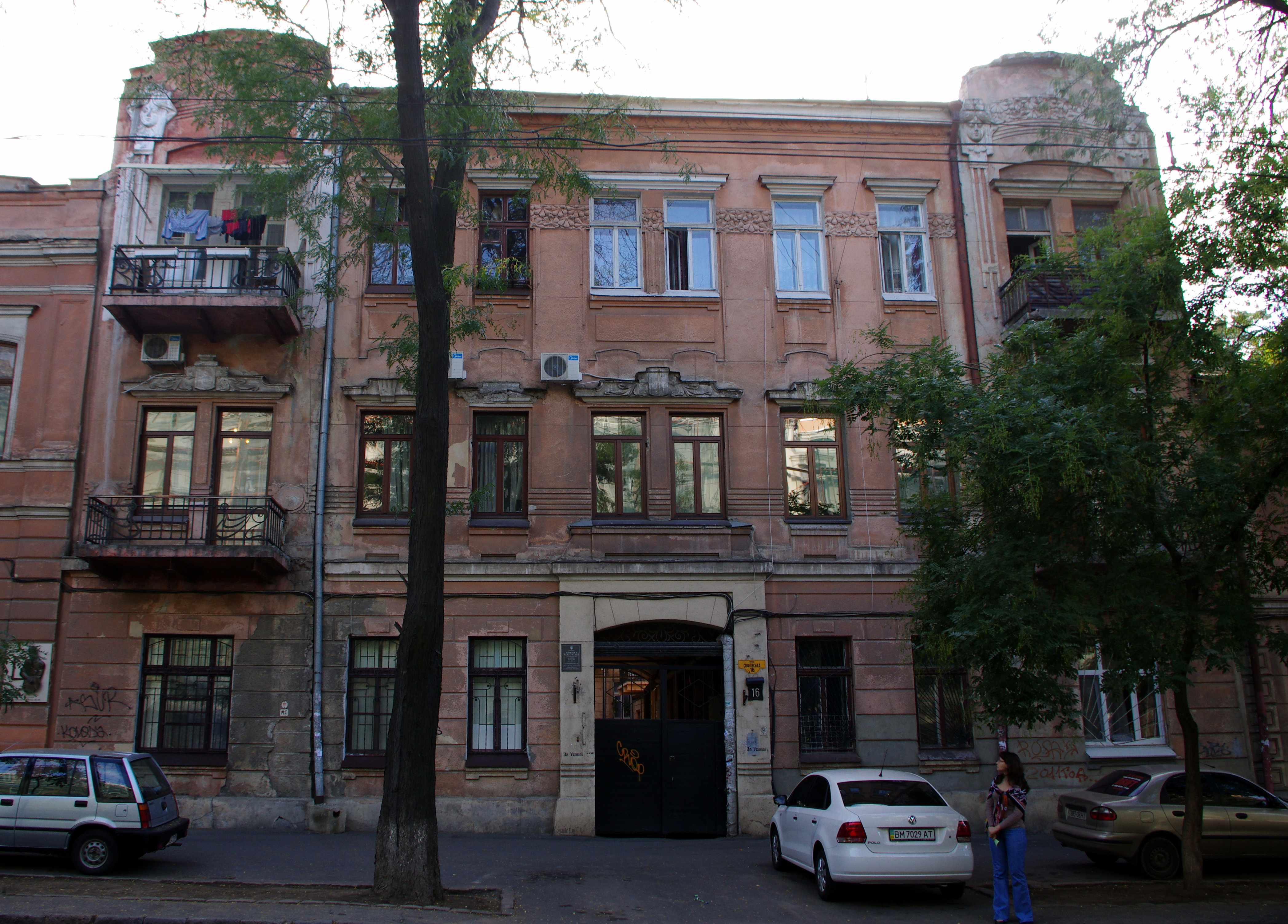
Софиевской вул., 16
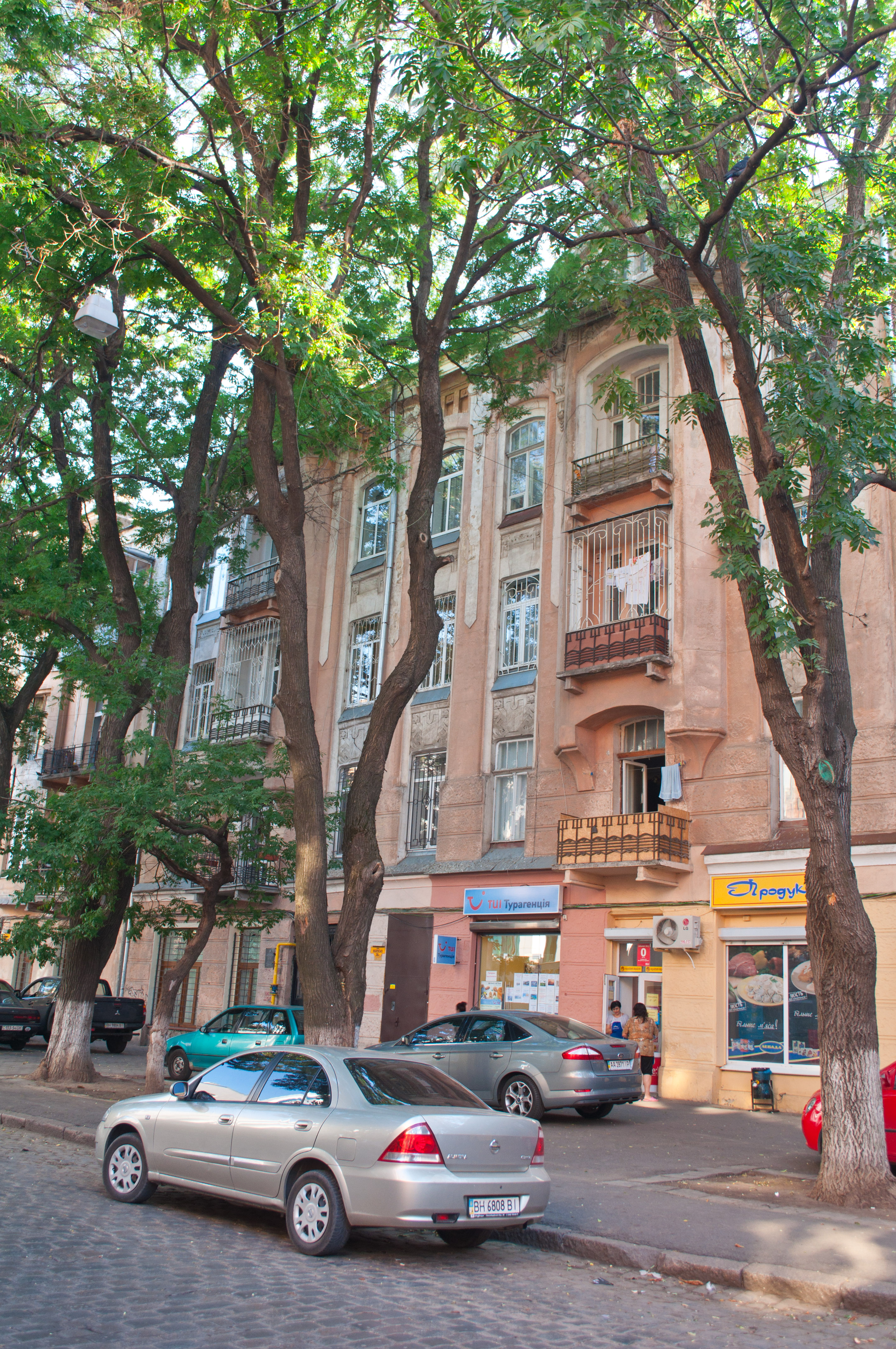
Коблевская ул., 38а
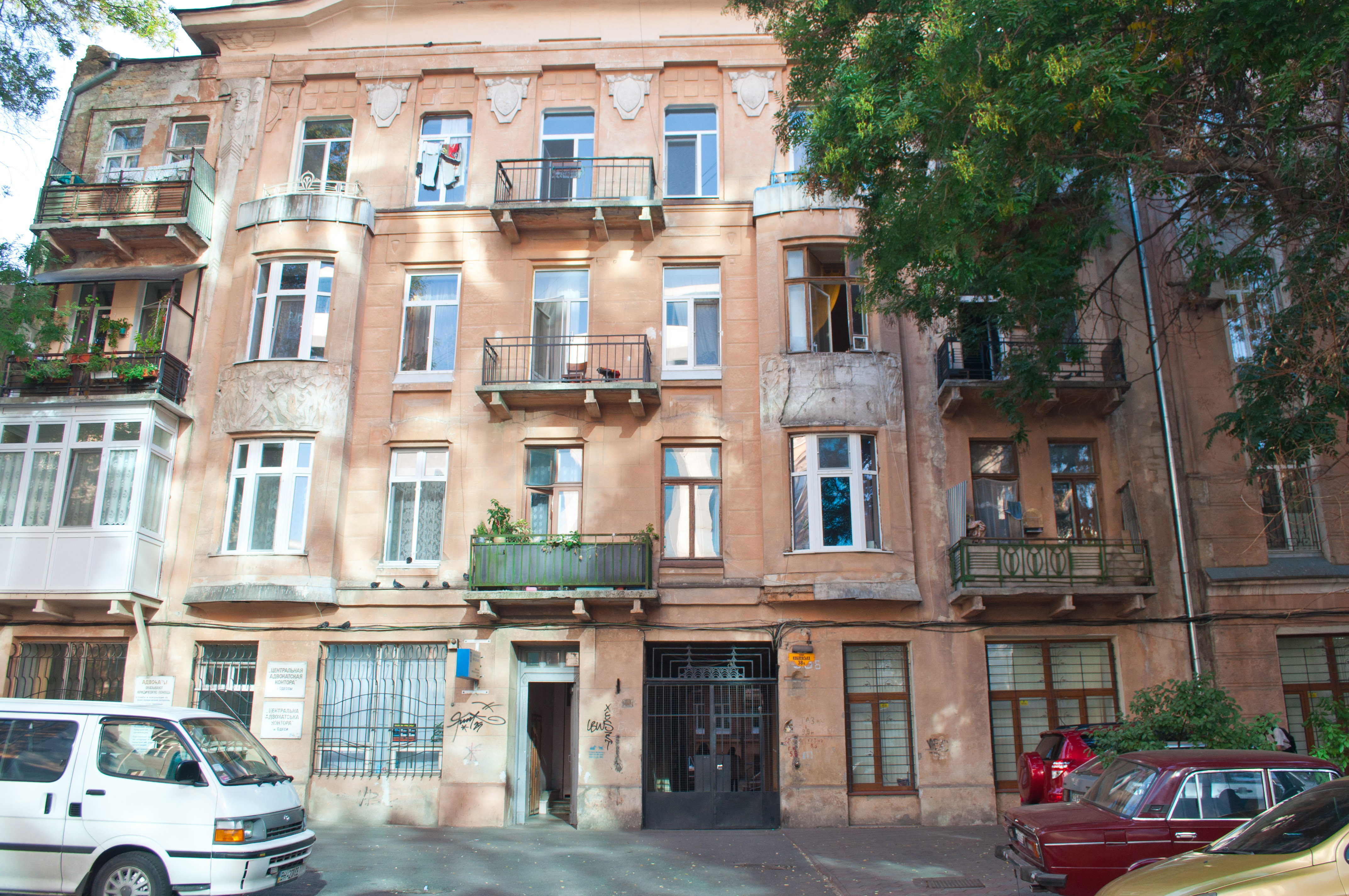
Коблевская ул., 38б
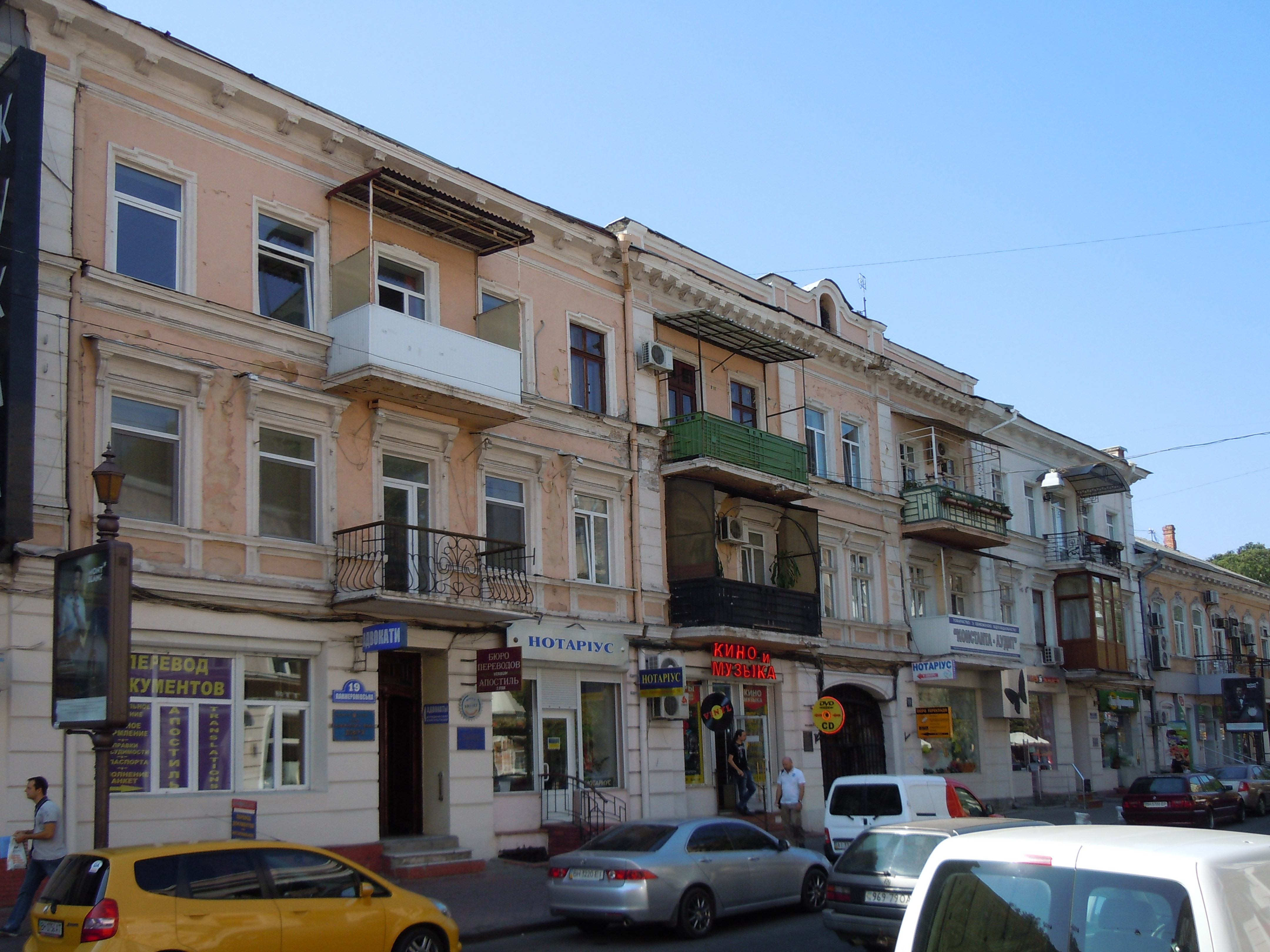
Дом Аркудинского, позже Руссова. Ланжероневская ул., 19